# 多列扎利动力工程科研设计院
55°47′16″N 37°39′13″E / 55.78778°N 37.65361°E
荣获列宁勋章的以多列扎利命名的动力工程科研设计院位于莫斯科，是苏联专业从事核动力工程科学研究的机构。以尼古拉·安东诺维奇·多列扎利命名。现任院长。现任院长安德烈·弗拉基米罗维奇·卡普连科。

## 历史
考虑到科学家们特别是库尔恰托夫的和平利用原子能的意见，1949年5月16日苏联部长会议颁布了关于准备建立第一座核电站的法令。库尔恰托夫被任命为该项目的科学负责人，同时领导苏联原子弹计划的研制。核电站反应堆的总设计师是尼古拉·安东诺维奇·多列扎利。1950年5月，苏联部长会议颁布了关于开工建设第一座核电站的法令。1951年确定了选址，即奥布宁斯克核电站。1951年，苏联部长会议通过了关于建设第一座核电站的措施的决议。在选择反应堆类型时，考虑了在制造和运行生产钚的工业反应堆时的经验。采用了在100个大气压的压力下对非沸水进行散热的具有管状燃料元件（燃料棒）的通道式石墨慢化反应堆，即压力管式石墨慢化沸水反应堆的原型堆。1952年开始建造核岛厂房。该反应堆也是苏联的海军舰艇动力堆的原型。
1952年苏联部长会议发布命令，成立第8研究所，研制潜艇的核动力。尼古拉·安东诺维奇·多列扎利任所长兼科学负责人。
1954年使用奥布宁斯克核电站的堆型，研制苏联第一种核潜艇627型鲸鱼级的首艇К-3“列宁共青团”号核潜艇的核动力系统。1954年10月，“列宁共青团”号潜艇的艇长和轮机长到奥布宁斯克核电站进行操纵训练。还建造了别洛亚尔斯克核电站。
该院也负责海军核动力设施的报废拆除。